# Юстинув (Лодзький-Східний повіт)
Юстинув (пол. Justynów) — село в Польщі, у гміні Андресполь Лодзький-Східного повіту Лодзинського воєводства.
Населення — 2284 особи (2011).
У 1975-1998 роках село належало до Лодзинського воєводства.

## Демографія
Демографічна структура станом на 31 березня 2011 року:
|          | Загалом | Допрацездатний вік | Працездатний вік | Постпрацездатний вік |
| -------- | ------- | ------------------ | ---------------- | -------------------- |
| Чоловіки | 1079    | 197                | 762              | 120                  |
| Жінки    | 1205    | 195                | 709              | 301                  |
| Разом    | 2284    | 392                | 1471             | 421                  |